# Montà
Montà (piemontiul: La Montà) település Olaszországban, Piemont régióban, Cuneo megyében. Lakosainak száma 4683 fő (2023. január 1.). Montà Canale, Cellarengo, Ferrere, Santo Stefano Roero, Cisterna d’Asti, Pralormo és Valfenera községekkel határos.

## Népesség
A település lakossága az elmúlt években az alábbi módon változott:
| Lakosok száma | 4720 | 4712 | 4683 |
|               | 2017 | 2018 | 2023 |